# Marshall Stearns
Marshall Winslow Stearns (* 18. Oktober 1908 in Cambridge (Massachusetts); † 18. Dezember 1966 in Key West, Florida) war ein US-amerikanischer Jazz-Historiker und Professor für englische Literatur.

## Wirken
Stearns war eigentlich Professor für mittelalterliche englische Literatur am New Yorker Hunter College, ist aber vor allem bekannt für sein minutiöses Werk „The Story of Jazz“ von 1956, das auf zahlreichen Interviews (und dem Hören seiner sehr umfangreichen Schallplattensammlung) beruht und in dem er unter anderem die afrikanischen Wurzeln des Jazz verfolgt. Bereits 1937 wurde er in den Beirat der Hot Record Society berufen. Seit den 1940er Jahren schrieb er Artikel für das Jazz-Magazin Down Beat. 1952 war er Gründer des Institute for Jazz Studies, das seit 1966 an der Rutgers University in Newark in New Jersey angesiedelt ist. Damals war es an der New School und Stearns gab dort seit 1951 Kurse über Jazzgeschichte. Stearns hatte eine fördernde Rolle bei der Gründung des Newport Jazz Festivals inne. Mit seiner zweiten Frau Jean unternahm er intensive Recherchen und zahlreiche Interviews, die in das enzyklopädische Buch Jazz Dance mündeten, das erst zwei Jahre nach seinem Tod posthum erschien.
Aufgrund seines Renommees wurde er auch 1956 vom State Department engagiert, um im Rahmen der weltweiten Tour der Dizzy Gillespie Big Band Vorträge über die Geschichte des Jazz zu halten.
Als Anglist veröffentlichte er unter anderem über Robert Henryson.

## Werke über Jazz
- „The Story of Jazz“. Oxford University Press, Oxford 1956, 1970.
  - Deutsche Ausgabe: Die Story des Jazz. Süddeutscher Verlag, München 1959.
- Mit seiner Frau Jean: Jazz Dance – the story of american vernacular dance. Da Capo Press 1968.